# Parohia Saint Charles, Louisiana
Parohia Saint Charles (în engleză Saint Charles Parish) este o parohie (echivalent al unui comitat) din statul Louisiana, Statele Unite ale Americii.
Sediul parohiei este localitatea Hahnville.

## Demografie
|  | Graficele sunt indisponibile din cauza unor probleme tehnice. Mai multe informații se găsesc la Phabricator și la wiki-ul MediaWiki. |

Date: Wikidata - grafică realizată de Wikipedia